# Leon Eliachar
Leon Eliachar (Cairo, 12 de outubro de 1922 — Rio de Janeiro, 29 de maio de 1987) foi um jornalista de humor e escritor brasileiro nascido no Egito.

## Vida
Veio para o Brasil muito pequeno e viveu quase toda a sua vida no Rio de Janeiro.
Jornalista desde os 19 anos de idade, trabalhou em diversos jornais e revistas, fixando-se, por último, no Última Hora, onde mantinha uma página com o título de Penúltima Hora. Justificava o nome da página com a legenda "um jornal feito na véspera".
Foi colaborador dos roteiros de dois filmes carnavalescos, e autor de programas de rádio e secretário da revista Manchete. Também foi colunista da revista O Cruzeiro.
Em 1956 foi laureado com o primeiro prêmio na IX Exposição Internacional de Humorismo realizada na Europa, em Bordighera, na Itália.
Segundo notícias da época, ele foi assassinado a mando de um rico fazendeiro paranaense com cuja esposa o autor vinha mantendo um romance. Leon morreu com um tiro no rosto, em seu apartamento e foi sepultado no Cemitério de São João Batista, em Botafogo, na cidade do Rio de Janeiro.